# Зимна олимпиада 1928/Бобслей
На зимните олимпийски игри през 1928 в бобслея се провежда само едно състезание.

## Бобслей за петима
| Място | Отбор    | Време  |
| ----- | -------- | ------ |
| 1     | САЩ 2    | 3:20.5 |
| 2     | САЩ 1    | 3:21.0 |
| 3     | Германия | 3:21.9 |

## Състав на отборите

### САЩ 1
Уилям Фиске, Нион Тъкър, Джефри Мейсън, Клифърд Грей, Рикард Парке

### САЩ 2
Дженисън Хийтън, Дейвид Гранджър, Лайман Хайн, Томас Доу, Джей 0'Брайън

### Германия
Ханс Килиан, Валентин Кремпел, Ханс Хес, Себастиан Хубер, Ханс Негле